# Zygmunt Mackiewicz
Zygmunt Mackiewicz (lit. Zygmunt Mackevič; * 29. Februar 1944 in Akuotninkai, Nemenčinė) ist ein litauischer Politiker.

## Leben
1946 wurde sein Vater repressiert. Zygmunt lernte in Šventininkai. 1962 absolvierte er die Mittelschule Nemenčinė und 1963 das Technikum der Landwirtschaft in Buivydiškės. Er lehrte am Landwirtschaftlichen Technikum Vilnius und studierte Veterinärmedizin in Witebsk. Von 1972 bis 1975 absolvierte er die Aspirantur in Moskau, promovierte und habilitierte in Biologie. 
Von 1975 bis 1980 war er wissenschaftlicher Mitarbeiter und lehrte an der Universität Vilnius. Von 2002 bis 2007 war er Leiter des Lehrstuhls in Opole.  Von 1966 bis 1989 war er Deputierter im Obersten Sowjet der Litauischen Sozialistischen Sowjetrepublik, von 1996 bis 2000 Mitglied im Seimas.
Von 1981 bis 1990 war er Mitglied der KPdSU, ab 1994 der Tėvynės sąjunga.

## Auszeichnungen
- Orden für Verdienste um Litauen, Komandoro kryžius